# Shiojiri, Nagano
Shiojiri (塩尻市 Shiojiri-shi) là một thành phố thuộc tỉnh Nagano, Nhật Bản.